# U.D.S. - L'uomo della strada
U.D.S. - L'uomo della strada è il secondo album solista del rocker fiorentino Piero Pelù pubblicato l'11 ottobre 2002.
Nonostante il debutto in classifica al primo posto vende meno del precedente Né buoni né cattivi. Nonostante un sound più potente il disco è giudicato da molti troppo commerciale, poco ispirato e troppo infarcito di groove elettronici. Pezzi come Gatte e topi sono decisamente da evitare, mentre altri come Storie e Bene bene male male ricordano un po' il vecchio Pelù. Nell'album si riscontra la collaborazione dell'indonesiana Anggun in Amore immaginato. The Girl from Ipanema è una reinterpretazione della canzone portata al successo da Astrud Gilberto, mentre Pappagalli verdi è un brano tratto dall'omonimo libro di Gino Strada, medico e fondatore di Emergency. Oltre alle 12 tracce c'è anche una ghost track strumentale. I singoli estratti sono Bene bene male male, Amore immaginato e Stesso futuro. Una curiosità sta nel fatto che era previsto Raga'n'roll bueno come quarto singolo, ma la decisione della casa discografica ha dettato di confinare il videoclip come lato b del singolo Stesso futuro, per poi essere pubblicato nel cd/dvd Presente del 2005.

## Tracce
1. Stesso futuro – 4:54 (Piero Pelù)
2. Bene bene male male – 4:01 (Piero Pelù)
3. U.D.S. – 3:29 (Piero Pelù)
4. Amore immaginato – 4:21 (Piero Pelù, Anggun) – Duetto con Anggun
5. The Girl From Ipanema – 3:26 (Vinícius de Moraes, Norman Gimbel, Antônio Carlos Jobim)
6. Tacabanda – 4:03 (Piero Pelù)
7. Resisti e stai – 3:43 (Piero Pelù)
8. Raga'n'roll bueno – 3:34 (Piero Pelù)
9. Gatte e topi – 3:43 (Piero Pelù)
10. Storie – 4:13 (Piero Pelù, Roberto Terzani)
11. A la vida – 4:25 (Piero Pelù)
12. Pappagalli verdi – 31:06 (Gino Strada, Piero Pelù)

## Singoli e videoclip
1. Bene bene male male (promo, videoclip)
2. Amore immaginato (promo, videoclip)
3. Stesso futuro (promo, videoclip)
4. Raga'n'roll bueno (videoclip)

## Formazione
- Piero Pelù - voce, chitarra
- Daniele Bagni - basso
- Erriquez - chitarra
- Boosta - tastiera
- Finaz - chitarra
- Roberto Terzani - tastiera
- Cristiano Maramotti - chitarra
- Franco Caforio - batteria
- Antonio Gabellini - chitarra
- Luca Ravagni - tastiera
- Vinnie Colaiuta - batteria
- Paolo Baglioni - percussioni
- Roy Paci - tromba
- Tony Cattano - trombone
- Marina Masiero - cori

### Tecnico del suono
- Giovanni Gasparini

## Classifica
| Classifica (2002) | Posizione massima |
| ----------------- | ----------------- |
| Italia            | 1                 |